# Takeshi Kanamori
Takeshi Kanamori (jap. 金森 健志, Kanamori Takeshi; * 4. April 1994 in Fukuoka, Präfektur Fukuoka) ist ein japanischer Fußballspieler.

## Karriere
Takeshi Kanamori erlernte das Fußballspielen in den Schulmannschaften der Wakahisa Soccer Sports Shonendan, Chikuyo Gakuen Jr. High School und der Chikuyo Gakuen High School. Von September 2012 bis Januar 2013 wurde er von der High School an Avispa Fukuoka ausgeliehen. 2013 wurde er dann von Avispa fest unter Vertrag genommen. Der Verein aus Fukuoka, der größten Stadt auf der Insel Kyūshū, spielte in der zweithöchsten Liga des Landes, der J2 League. 2015 belegte er mit dem Verein einen dritten Tabellenplatz und stieg in die erste Liga auf. Nach 132 Spielen für Fukuoka verließ er 2017 den Verein und schloss sich dem Ligakonkurrenten Kashima Antlers an. 2017 gewann er mit den Antlers den japanischen Supercup. Im Finale besiegte man die Urawa Red Diamonds mit 3:2. Die AFC Champions League gewann er mit dem Verein 2018. In den beiden Endspielen konnte man sich gegen Persepolis Teheran durchsetzen. Für die Antlers stand er 26-mal auf dem Spielfeld. 2019 wurde er an den Ligakonkurrenten Sagan Tosu aus Tosu ausgeliehen. Nach Ende der Ausleihe wurde er 2020 fest verpflichtet. Nach insgesamt 40 Erstligaspielen wechselte er im Februar 2021 abslösefrei zu seinem ehemaligen Verein, dem Erstligaaufsteiger Avispa Fukuoka. Am 4. November 2023 stand er mit Avispa im Finale des Ligapokals. Hier besiegte man die Urawa Red Diamonds mit 2:1.

## Erfolge
Kashima Antlers
- Japanischer Fußball-Supercup: 2017
- AFC Champions League: 2018

Avispa Fukuoka
- Japanischer Ligapokalsieger: 2023